# Devarodes ion
Devarodes ion är en fjärilsart som beskrevs av Druce 1907. Devarodes ion ingår i släktet Devarodes och familjen mätare. Inga underarter finns listade i Catalogue of Life.